# Битва під Капетроном
Битва під Капетроном, або Битва під Пасінлером — військове зіткнення візантійсько-грузинської армії із армією сельджуків, що відбулась у вересні 1048 року коло міста Капертон. Була частиною анатолійського походу сельджуцьких воєначальників Їнала та Каталмиша, що став, фактично, початком епохи візантійсько-сельджуцьких війн. За результатами бою, обидві сторони понесли великі втрати, а сельджуцька армія відступила з території Імперії.

## Передумови
У результаті перемоги Візантії у війні із Грузією та її союзником яким було Анійське царство, у 1040 році, після смерті вірменського царя Ованеса-Смбата воно було передано під управління імператора Константина IX Мономаха та перетворено на Іберійську фему. На цей же час припадає чергове розширення кордонів держави сельджуків за Тогрул-бека, який захопив Азербайджан. Таким чином, між двома імперіями виник спільний кордон. Спостерігаючи за постійною експансією сельджуків, Мономах вступив у переговори із своїм союзником грузинським полководцем Ліпартом, щодо спільних дій по стримуванню подальшого просування турок на захід. Не дивлячись на це сельджукам на чолі із воєначальником Тогрул-бека Ібраґомом Їналом, вдалось захопити і повністю зруйнувати вірменське місто Ардзен — важливий торговельний центр, що лежав у межах нещодавно утвореної візантійської феми Іберія. Один із вірменських хроністів, Матвій Едесський, залишив повідомлення про те, що тут було знищено 150 000 жителів та викрадено 5000 голів худоби. З того часу місто Ардзен перестало існувати, а залишки його населення переселились до сусіднього Теодозіополя.

## Зіткнення
Враховуючи спільну небезпеку, проти сельджуків виступила армія ромеїв на чолі із воєначальниками Авраамом та Кекеменосом, а також грузинські війська Ліпарита. Загальна кількість цієї армії складала коло 50 000 воїнів. Чисельність армії Їнала складала коло 20 000.
Після заходу сонця, 10 або 18 вересня 1048 року, обидві армії зійшлись на рівнині коло міста Капетрон. Битва тривала всю ніч, аж що «співу півня». Двоє візантійських полководців очолювали два крила, а центр складали грузини із їхніми союзниками (абхазами). Зіткнення почалось із атаки легкої кавалерії сельджуків по всьому фронту, за якою послідував жорсткий ближній бій. Обидва крила, керовані Авраамом та Кекеменосом справились із натиском ворожої армії та зуміли її відступити. Однак центр, під командуванням Ліпарита IV був зім'ятий, а сам Ліпарит захоплений у полон. В той самий час обидва ромейські крила продовжували просуватись вперед та переслідувати турецькі сили, які їм протистояли. Вдосвіта вони «віддали хвалу Богу за свою перемогу», однак після цього дізнались про поразку центральної частини армії та полонення Ліпарита.

## Значення та наслідки
Не дивлячись на відносну поразку, армія Їнала зуміла відносно вдало покинути межі Римської імперії разом із здобиччю та полоненими. За даними одного із арабських хроністів число полонених складало 100 000 осіб, а награбоване майно везли 10 000 верблюдів. Згодом, Константин IX надіслав викуп Тогрул-беку, який звільнив, у тому числі, і Ліпарита, взявши з нього обіцянку ніколи не воювати із сельджуками. Спустошення принесені наїздом сельджуків були дуже значними. Один із свідків — візантійський вельможа Євстахій Боїлас описує території де вони побували як дикі та «заселені лише зміями та скорпіонами». Битва під Капертоном стала першим практичним досвідом протистояння християнських армій із специфічною тактикою степового бою, характерного для кочових народів. Вона відкрила велику епоху візантійсько-сельджуцьких воєн які тривали до початку XIV століття, та завершились крахом сельджуцької держави і стратегічним ослабленням та зменшенням Візантійської імперії.